# Janvier 1885

## Événements
- 5 janvier (France) : ouverture du palais Garnier à Paris
- 7 janvier (Russie) : début de la grève des ouvriers du coton des usines Morozov à Orekhovo-Zouïevo (72 %).

- 26 janvier :
  - Le Mahdi prend Khartoum et le général britannique Charles George Gordon est tué. Sa mort permet aux Britanniques de justifier stratégiquement leur présence en Égypte. L’armée de secours commandée par le général Wolseley rebrousse chemin sans tenter de reprendre la ville, puis abandonne Dongola, sa base de départ. Le Mahdi œuvre à la constitution d’un État islamique, qui s’étend sur la superficie approximative du Soudan actuel, et établit sa capitale à Omdourman, face à Khartoum.
  - La mort héroïque du général Gordon Pacha qui défendait Khartoum contre le mahdi avec des troupes dérisoires bouleverse l’Angleterre et est une des causes de la chute de Gladstone en juin.

## Naissances
- 1er janvier :
  - Alice Paul, féministe américaine († 9 juillet 1977).
  - Antonio Cañero, rejoneador espagnol († 21 février 1952).
- 3 janvier : Sylvie (Louise Sylvain), actrice française († 5 janvier 1970).
- 8 janvier : Anton Grylewicz, ouvrier et homme politique allemand social-démocrate puis communiste († 2 août 1971).
- 11 janvier : Gordon Daniel Conant, premier ministre de l'Ontario par intérim.
- 22 janvier : Eugène Christophe, coureur cycliste français († 1er février 1970).
- 28 janvier : Maurice Brocco, coureur cycliste français († 26 juin 1965).
- 30 janvier : Iuliu Hossu, cardinal roumain, évêque de Gherla († 28 mai 1970).

## Décès
- 13 janvier : Gilbert Girouard, politicien.